# Kondur
Kondur es una ciudad censal situada en el distrito de Cuddalore en el estado de Tamil Nadu (India). Su población es de 12506 habitantes (2011). Se encuentra a 2 km de Cuddalore.

## Demografía
Según el censo de 2011 la población de Kondur era de 12506 habitantes, de los cuales 6189 eran hombres y 6317 eran mujeres. Kondur tiene una tasa media de alfabetización del 91,91%, superior a la media estatal del 80,09%: la alfabetización masculina es del 95,70%, y la alfabetización femenina del 88,22%.